# Planinka (hrib)
Planinka je planota na osrednjem Pohorju z najvišjim vrhom 1392 mnm.
Planinka je uravnana planota, ki je od Lovrenških jezer oddaljena 15 minut. Preko Planinke vodi markirana grebenska planinska pot (transverzala). Vendar pa je ta naravno zelo znameniti predel lahko tudi samostojen izletniški cilj, ki je dosegljiv iz več smeri, tudi iz severnega ali južnega vznožja Pohorja.

## Dostopi
- Iz Lovrenca na Pohorju mimo Kasjaka - 3 ure
- Iz Mislinje skozi Križni graben in Črne mlake - 3 ure
- Od hotela Planja na Rogli mimo sedla Komisija - 1 1/4 ure